# 35734 Dilithium
35734 Dilithium este o planetă minoră (asteroid) din centura de asteroizi. A fost descoperită pe 14 aprilie 1999 la Goodricke-Pigott Observatory⁠(d) de Roy A. Tucker⁠(d) și a fost numită după dilithium⁠(d). 
Obiectul prezintă o orbită caracterizată de o semiaxă mare de 2,3369195 UAi, o excentricitate de 0,16, o înclinație de 6,00781 ° în raport cu ecliptica.